# Oliva (kommunhuvudort)
Oliva är en kommunhuvudort i Argentina.   Den ligger i provinsen Córdoba, i den centrala delen av landet, 600 km nordväst om huvudstaden Buenos Aires. Oliva ligger 267 meter över havet och antalet invånare är 11 629.
Terrängen runt Oliva är platt, och sluttar österut. Närmaste större samhälle är Oncativo, 17,7 km nordväst om Oliva.
Trakten runt Oliva består till största delen av jordbruksmark. Runt Oliva är det ganska glesbefolkat, med 22 invånare per kvadratkilometer.